# Tanaboon Kesarat
Tanaboon Kesarat (tiếng Thái: ธนบูรณ์ เกษารัตน์, còn được biết với tên đơn giản Tum (tiếng Thái: ตั้ม), sinh ngày 21 tháng 9 năm 1993) là một cầu thủ bóng đá người Thái Lan hiện đang chơi ở vị trí tiền vệ tấn công và tiền vệ phòng ngự cho CLB Port thuộc Giải bóng đá vô địch quốc gia Thái Lan và Đội tuyển bóng đá quốc gia Thái Lan.

## Cuộc sống riêng tư
Tanaboon còn có một người anh trai tên Somjets Kesarat cũng là 1 cầu thủ bóng đá chơi ở vị trí tiền vệ, hiện đã giải nghệ.

## Thống kê sự nghiệp

### Đội tuyển quốc gia
Tính đến 14 tháng 6 năm 2022
| National team | Năm   | Apps | Goals |
| ------------- | ----- | ---- | ----- |
| Thái Lan      | 2013  | 1    | 0     |
| Thái Lan      | 2014  | 9    | 1     |
| Thái Lan      | 2015  | 3    | 0     |
| Thái Lan      | 2016  | 15   | 0     |
| Thái Lan      | 2017  | 5    | 0     |
| Thái Lan      | 2018  | 7    | 0     |
| Thái Lan      | 2019  | 11   | 0     |
| Thái Lan      | 2022  | 4    | 0     |
| Thái Lan      | Total | 55   | 1     |

### Bàn thắng đội tuyển
| No | Date                      | Venue                                       | Opponent | Score | Kết quả | Competition           |
| -- | ------------------------- | ------------------------------------------- | -------- | ----- | ------- | --------------------- |
| 1. | ngày 29 tháng 11 năm 2014 | Jalan Besar Stadium, Jalan Besar, Singapore | Myanmar  | 1–0   | 2–0     | 2014 AFF Championship |

## Danh hiệu

### Câu lạc bộ
BEC Tero Sasana
- Cúp Liên đoàn bóng đá Thái Lan (1): 2014

Muangthong United
- Giải bóng đá vô địch quốc gia Thái Lan (1): 2016
- Cúp Liên đoàn bóng đá Thái Lan (1): 2016

Chiangrai United
- Cúp FA Thái Lan (1): 2017

Port
- Cúp FA Thái Lan (1): 2019

### Quốc tế
U-23 Thái Lan
- Đại hội Thể thao Đông Nam Á  Huy chương Vàng (2): 2013, 2015

Thái Lan
- Giải vô địch bóng đá Đông Nam Á (2): 2014, 2016
- King's Cup (1): 2017

### Cá nhân
- Giải bóng đá vô địch quốc gia Thái Lan cầu thủ xuất sắc nhất năm (2): 2013, 2016